# Jason Preston
Jason Preston (Orlando, 10 agosto 1999) è un cestista statunitense.

## Carriera
Dopo aver trascorso tre stagioni con gli Ohio Bobcats, nel 2021 si dichiara eleggibile per il Draft NBA, venendo chiamato con la trentatreesima scelta assoluta dai Los Angeles Clippers.

## Statistiche

### NCAA
| Anno      | Squadra      | PG | PT | MP   | TC%  | 3P%  | TL%  | RP  | AP  | PRP | SP  | PP   |
| --------- | ------------ | -- | -- | ---- | ---- | ---- | ---- | --- | --- | --- | --- | ---- |
| 2018-2019 | Ohio Bobcats | 30 | 22 | 29,5 | 43,4 | 20,8 | 76,5 | 3,6 | 3,4 | 0,8 | 0,1 | 6,0  |
| 2019-2020 | Ohio Bobcats | 32 | 32 | 38,1 | 51,5 | 40,7 | 72,5 | 6,4 | 7,4 | 1,4 | 0,1 | 16,8 |
| 2020-2021 | Ohio Bobcats | 20 | 19 | 34,6 | 51,4 | 39,0 | 59,6 | 7,3 | 7,3 | 1,5 | 0,3 | 15,7 |
| Carriera  | Carriera     | 82 | 73 | 34,1 | 49,8 | 35,7 | 70,3 | 5,6 | 5,9 | 1,2 | 0,1 | 12,6 |

#### Massimi in carriera
- Massimo di punti: 31 vs Illinois-Urbana-Champaign (27 novembre 2020)[3]
- Massimo di rimbalzi: 14 vs Iona (13 novembre 2019)
- Massimo di assist: 13 (2 volte)
- Massimo di palle rubate: 7 vs Saint Bonaventure (5 novembre 2019)
- Massimo di stoppate: 1 (11 volte)
- Massimo di minuti giocati: 43 vs Bowling Green State (22 febbraio 2019)

### NBA

#### Regular Season
| Anno      | Squadra       | PG | PT | MP   | TC%  | 3P%  | TL% | RP  | AP  | PRP | SP  | PP  |
| --------- | ------------- | -- | -- | ---- | ---- | ---- | --- | --- | --- | --- | --- | --- |
| 2022-2023 | L.A. Clippers | 14 | 0  | 8,9  | 43,9 | 27,8 | 0,0 | 1,6 | 1,9 | 0,1 | 0,0 | 2,9 |
| 2023-2024 | Utah Jazz     | 7  | 0  | 10,1 | 31,6 | 0,0  | -   | 2,4 | 2,3 | 0,3 | 0,1 | 1,7 |
| Carriera  | Carriera      | 21 | 0  | 9,3  | 40,0 | 23,8 | 0,0 | 1,9 | 2,0 | 0,2 | 0,0 | 2,5 |

#### Playoffs
| Anno     | Squadra       | PG | PT | MP  | TC% | 3P% | TL% | RP  | AP  | PRP | SP  | PP  |
| -------- | ------------- | -- | -- | --- | --- | --- | --- | --- | --- | --- | --- | --- |
| 2023     | L.A. Clippers | 1  | 0  | 1,0 | -   | -   | -   | 0,0 | 0,0 | 0,0 | 0,0 | 0,0 |
| Carriera | Carriera      | 1  | 0  | 1,0 | -   | -   | -   | 0,0 | 0,0 | 0,0 | 0,0 | 0,0 |

#### Massimi in carriera
- Massimo di punti: 12 vs Cleveland Cavaliers (29 gennaio 2023)[4]
- Massimo di rimbalzi: 4 (3 volte)
- Massimo di assist: 8 vs Cleveland Cavaliers (29 gennaio 2023)
- Massimo di palle rubate: 1 (2 volte)
- Massimo di stoppate: -
- Massimo di minuti giocati: 37 vs Cleveland Cavaliers (29 gennaio 2023)

### G League
| Anno      | Squadra          | PG | PT | MP   | TC%  | 3P%  | TL%  | RP  | AP  | PRP | SP  | PP   |
| --------- | ---------------- | -- | -- | ---- | ---- | ---- | ---- | --- | --- | --- | --- | ---- |
| 2022-2023 | Ontario Clippers | 37 | 33 | 32,8 | 48,6 | 37,9 | 78,6 | 5,5 | 7,1 | 0,8 | 0,3 | 15,3 |
| 2023-2024 | Memphis Hustle   | 17 | 16 | 31,0 | 48,7 | 29,8 | 76,5 | 7,9 | 8,6 | 1,6 | 0,3 | 12,4 |
| 2023-2024 | S.L.C. Stars     | 26 | 26 | 35,2 | 49,3 | 44,4 | 87,5 | 9,4 | 9,9 | 1,4 | 0,5 | 16,9 |
| Carriera  | Carriera         | 80 | 75 | 33,2 | 48,9 | 38,2 | 80,8 | 7,3 | 8,4 | 1,2 | 0,4 | 15,2 |